# Aspe
Aspe è un comune spagnolo  situato nella comunità autonoma Valenciana.